# Pelea con cuchillo

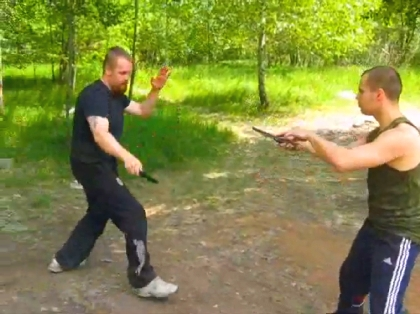
Hombres practicando pelea con cuchillo.

Una pelea con cuchillo es un enfrentamiento violento entre dos o más personas en el cual uno o más de los participantes se encuentra armado con un cuchillo. Como técnica de combate constituye un tipo de esgrima. Una pelea con cuchillo se define por el uso del cuchillo como arma y la intención violenta de los combatientes de matar o incapacitar al otro; los participantes pueden no tener ninguna preparación previa, haber aprendido solos, o haber sido entrenados en algunos de los sistemas informales de lucha con cuchillo. Las peleas con cuchillo pueden realizarse con cualquier tipo de cuchillo, aunque ciertos cuchillos, denominados cuchillos de combate, han sido especialmente diseñados para estos encuentros, como por ejemplo la daga.

## Escuelas y métodos de pelea con cuchillo

### El estilete siciliano
El estilete italiano, originalmente un arma exclusivamente ofensiva utilizada para matar a un adversario desprevenido o herido, fue posteriormente adoptada en toda Italia como un cuchillo de pelea para enfrentamientos de combate cercano. La popularidad del estilete en el Reino de Sicilia produjo el desarrollo del denominado La scherma di stiletto siciliano (Escuela siciliana de pelea con estilete). El estilete era un arma exclusivamente para pinchar o clavar, y por lo tanto el scherma di stiletto siciliano enseñaba movimientos de pelea para evadir la punta de la hoja del estilete del oponente (scanso). Entre las técnicas características del scherma di stiletto siciliano se incluyen sbasso (doblarse hacia el terreno), in quarto tagliata (volcarse hacia la derecha o la izquierda), y el balzo (saltar para evadir la hoja del enemigo). Una persona hábil en el uso del estilete clava el cuchillo en lo profundo del cuerpo de la víctima, luego hace girar la hoja violentamente en varias direcciones antes de extraerla del cuerpo, el consiguiente daño interno severo que la aguzada punta produce no es evidente al examinar la herida de entrada del arma.

### El legado andaluz
En la zona de Andalucía, desde el siglo XVII se ha estilado entre los pobladores el uso de una gran navaja (cuchillo plegable) como cuchillo de pelea. En esta parte de España, las técnicas de pelea con espada y cuchillo (espada y daga) eran enseñadas con regularidad a los jóvenes ya que era una considerada una habilidad necesaria, a menudo transmitida de padres a hijos como un rito de iniciación a la adultez (y en algunos casos aún a las hijas  y mujeres). En los siglos XVIII y XIX existían numerosas escuelas españolas de esgrima con navaja en las ciudades principales y en toda Andalucía, particularmente en Córdoba, Málaga, y Sevilla. Con el paso del tiempo, estas escuelas se comenzaron a apartar de las técnicas tradicionales de lucha con espada y fintas favoreciendo ataques simples y defensas basadas en el concepto de engaño, distracción, y contraataque.
Entre los aficionados a la navaja, los jugadores o barateros de Málaga y Sevilla eran mencionados como los más avezados en la lucha con navaja. La arraigada tradición de lucha con cuchillo en Andalucía se disemina posteriormente por otros países hispano parlantes, donde se la denomina el legado andaluz.
En 1849 se publicó el Manual del baratero, de autor anónimo pero potencialmente identificado con el erudito Mariano de Rementería y Fica, en que se indicaban las formas de manejar la navaja en los duelos gitanos, en las riñas carcelarias o para dirimir cualquier reyerta entre plebeyos o matones, entonces llamados barateros porque solían cobrar el barato en las casas de juego, donde servían dando palizas a los que no podían pagar. Sobre este tipo de duelos carcelarios escribió Mariano José de Larra su artículo "Los barateros, o el desafío y la pena de muerte" (1836).

### Esgrima criolla
La esgrima criolla es un método de pelea con cuchillo que desarrolló el gaucho sudamericano utilizando su facón de hoja larga. Privados por varios edictos de portar una espada, los españoles de Sudamérica adoptaron el facón, junto con técnicas de pelea desarrolladas o provenientes de el legado andaluz, incluido el uso de un elemento de vestimenta tal como el poncho o abrigo que cuelga del brazo que no porta el arma para protegerse. El facón fue posteriormente adoptado por el gaucho en Argentina, Brasil y Uruguay y posteriormente por los hombres que desarrollan tareas rurales en dichos países.